# Федеральна служба контррозвідки Російської Федерації
Федеральна служба контррозвідки Російської Федерації (ФСК РФ) — федеральний орган виконавчої влади Російської Федерації, що здійснював керівництво контррозвідувальною діяльністю в 1993–1995 роках.
Відповідно до Положення про Федеральну службу контррозвідки Російської Федерації, завданнями органів контррозвідки були: виявлення, попередження і припинення розвідувально-підривної діяльності іноземних спецслужб і організацій проти Російської Федерації; добування розвідувальної інформації про загрози безпеки Російської Федерації; забезпечення Президента Російської Федерації інформацією про загрози безпеки Російської Федерації; боротьба з тероризмом, незаконним обігом зброї та наркотичних засобів, незаконними збройними формуваннями, а також незаконно створеними або забороненими громадськими об'єднаннями, які посягають на конституційний лад Російської Федерації; забезпечення в межах своєї компетенції збереження державних секретів Російської Федерації; контррозвідувальне забезпечення оперативного прикриття державного кордону Російської Федерації.

## Історія
21 грудня 1993 року російський президент Єльцин Б. Н. підписав указ № 2233 «Про скасування Міністерства безпеки РФ і про створення Федеральної служби контррозвідки Російської Федерації». До складу ФСК увійшли практично всі підрозділи скасованого міністерства безпеки, за винятком прикордонних військ, виділених в самостійну Федеральну прикордонну службу Російської Федерації.
5 січня 1994 року було затверджено положення про службу і структуру центрального аппарату ФСК: директор, 5 заступників директора (включаючи одного першого), колегія з 11 осіб, 18 управлінь, секретаріат і Центр громадських зв'язків. У липні 1994 року в складі центрального апарату з'явилося управління шифрувального і спеціального зв'язку. У січні 1995 року кількість посад заступника директора було збільшено до шести.
3 квітня 1995 року було підписано закон № 40-ФЗ «Про федеральну службу безпеки», який набув чинності 12 квітня 1995 року. Відповідно до нього, указом президента Російської Федерації від 23 червня 1995 року № 633, з 12 квітня 1995 року, ФСК була перейменована в Федеральну службу безпеки Російської Федерації, при цьому не проводилося організаційно-штатних заходів, співробітники служби (включаючи директора і його заступників) залишалися на своїх посадах без перепризначень і переатестації.

## Керівництво ФСК
- Голушко Микола Михайлович — (21 грудня 1993 — 28 лютого 1994), генерал-полковник;
- Степашин Сергій Вадимович — (3 березня 1994 — 30 червня 1995), генерал-лейтенант.

## Структура центрального апарату
- Управління контррозвідувальних операцій;
- Управління з контррозвідувального забезпечення стратегічних об'єктів;
- Управління військової контррозвідки;
- Управління економічної контррозвідки;
- Управління по боротьбі з тероризмом;
- Інформаційно-аналітичне управління;
- Оперативно-пошукове управління;
- Організаційно-інспекторської управління;
- Управління оперативно-технічних заходів;
- Управління науково-технічного забезпечення;
- Управління кадрів;
- Управління власної безпеки;
- Секретаріат;
- Договірно-правове управління;
- Управління реєстрації та архівних фондів;
- Управління шифрувальної і спеціального зв'язку (з липня 1994 р);
- Центр громадських зв'язків;
- Управління матеріально-технічного забезпечення;
- Фінансово-економічне управління;
- Військово-медичне управління;
- Військово-будівельне управління.